# Dukes Highway
Pour les articles homonymes, voir Dukes.
La Dukes Highway () est un important axe routier long de 189 kilomètres situé en Australie-Méridionale qui relie les villes d'Adélaïde et de Melbourne. Elle fait partie du système National Highway couvrant l'Australie.
Elle commence à Tailem Bend sur la Princes Highway et se dirige vers le sud-est jusqu'à la frontière près de Bordertown. La route continue au Victoria par la Western Highway avec la même numérotation. 
En règle générale, la qualité de la route est d'un bon niveau, avec toute la route construite avec des voies larges et des accotements stabilisés. Les 17 derniers kilomètres de route après Bordertown, qui étaient construits sur un terrain instable, ont été refaits en 2005.
La Dukes Highway longe la limite nord de la région de la Limestone Coast. La route et de nombreux points de peuplements (comme Bordertown) ont été créés dans les années 1850 pour fournir de l'eau aux chevaux qui ramenaient de l'or des mines du Victoria à Adélaïde.

## Galerie

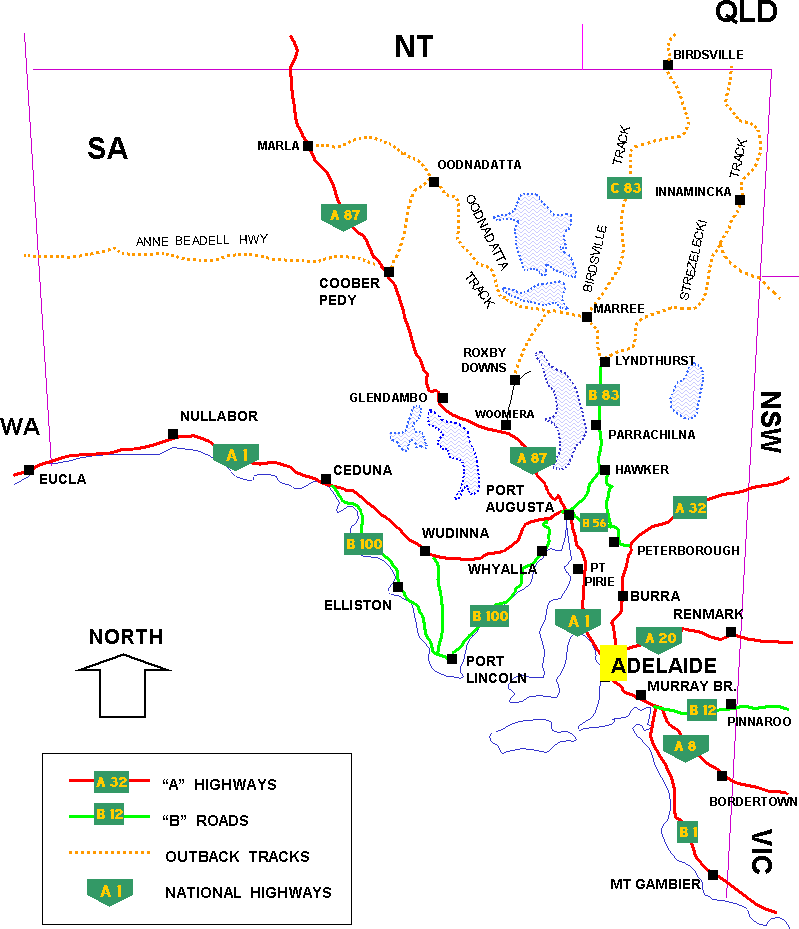